# 科布多河
科布多河是蒙古國的一條河流，屬內流河。發源於阿爾泰山脈的塔彎博格多，朝東北再轉東南，最後注入哈爾烏蘇湖。全長516公里，流域面積58,000平方公里。
沿河主要城市包括烏列蓋。